# الشراربة (أولاد منصور)
الشراربة هو دُوَّار يقع بجماعة مداغ، إقليم بركان، جهة الشرق في المملكة المغربية. ينتمي الدوّار لمشيخة أولاد منصور التي تضم دوارين. يقدر عدد سكانه بـ 650 نسمة حسب الإحصاء الرسمي للسكان والسكنى لسنة 2004.

## روابط خارجية
- البوابة الوطنية للجماعات الترابية
- المندوبية السامية للتخطيط